# Этногенез армян
Этногене́з армя́н (формирова́ние армя́нского наро́да) — комплексный процесс выделения армянской этнической общности, происходивший на Армянском нагорье на базе многочисленных и разнообразных этнических и языковых элементов. Существует несколько гипотез этногенеза армян: гипотеза аримов, гипотеза Хайасы, гипотеза Хатти и гипотеза Этиуни.
Процесс формирования армянского народа завершился к VI веку до н. э. в результате слияния протоармян с различными племенами, населявшими Армянское нагорье (лувийцами, хурритами, урартами и хаттами). Согласно советскому востоковеду И. М. Дьяконову, население Армянского нагорья в силу определённых обстоятельств сохранило в основе протоармянский язык индоевропейского этнического меньшинства[уточнить]. В Армении наибольшее распространение имеет автохтонная версия армянского этногенеза, в основном базирующаяся на различных вариантах гипотезы Хайасы, согласно которым этнические армяне населяли Армянское нагорье со значительно более раннего периода.

## Этнонимы армян

### Самоназваниеhay
Армяне называют свой народ hay (арм. հայ). Существуют разные точки зрения о происхождении этого самоназвания. Основой слова является hayo- (арм. հայո-), о чём свидетельствует o-тип склонения слова в древнеармянском языке.
Армянская традиция связывает это слово с легендарным прародителем нации Хайком.
По мнению А. Петросяна и Г. Джаукяна, этноним hay, как и имя легендарного прародителя армян Хайка, восходит индоевропейскому корню *poti- 'хозяин, господин, муж, супруг'. В зависимости от гипотезы, данное самоназвание выводят от наименований древних государственных образований Армянского нагорья: Хатти, Хайасы, Этиуни.
Г. Мартиросян связывает hay с названием страны Hayaša и выводит оба термина из праиндоевропейского *h₂éyos («металл»). Он объясняет "Hayaša" как «земля металла или железа», а hay — как «житель земли металла или железа». Связь с Хайасой отвергается Китацуми, указывающим, что хеттское слово засвидетельствовано более двадцати раз и написано таким образом, что его можно прочитать только как "Ḫayaša", но со звуковым инвентарем грабара, начальный звук "խ" [x] был бы более подходящим.
По мнению Дьяконова, этноним происходит от протоармянского *hatiyos, *hatyos, от урартского 𒆳𒄩𒀀𒋼 (KURḫa-a-te /⁠Ḫāti, Hate⁠/, «земля хеттов»). Это название урарты давали всем землям к западу от Евфрата, включая территорию вокруг Малатьи, занятую протоармянами. Когда урарты ассимилировались среди протормян, они переняли их индоевропейский язык и стали называть себя тем же именем «хетты».

### Этнонимarmen
Этноним armen используется другими народами для обозначения армян. Это название связывается с именами легендарных армянских патриархов: Арамом, чьё имя восходит к праиндоевропейскому корню rē-mo-/*rō-mo- 'чёрный, темный', и Арменаком/Араманьяком, имя которого восходит к праиндоевропейскому корню *aryomen-.
Согласно И. М. Дьяконову, данный этноним связан с урартским Armini — «страна Армэ», от которого произошли Арамейские языки и др.-перс. Armina. Страну Армэ изначально располагали в горах Сасуна к западу от озера Ван, однако ряд исследователей полагает, что она находилась к юго-западу от Армянского нагорья.
В соответствии с гипотезой аримов, armen восходит к названию легендарного племени аримов, которые упоминаются в древнегреческой поэме «Илиада» Гомера.

### Этнонимgełni
Согласно средневековому словарю Еремии Мегреци, армяне также именовались gełni (грабар գեղնի), gełnik (грабар գեղնիկ) или głni (грабар գղնի). Данное название восходит к и.-е. *wel-, от которого произошёл и ряд других индоевропейских этнонимов (например, италийский volski). Этот корень связан с именем противника бога грозы в индоевропейской мифологии.

### Другие этнонимы
Согласно И. М. Дьяконову, грузинское название армян somexi (груз. სომხეთი) происходит от хетт. Zuḫma и аккад. Suḫm — названия долины верхнего Евфрата. Курды же именовали армян fla.

## Предания о происхождении армянского народа

### Армянское этногоническое предание

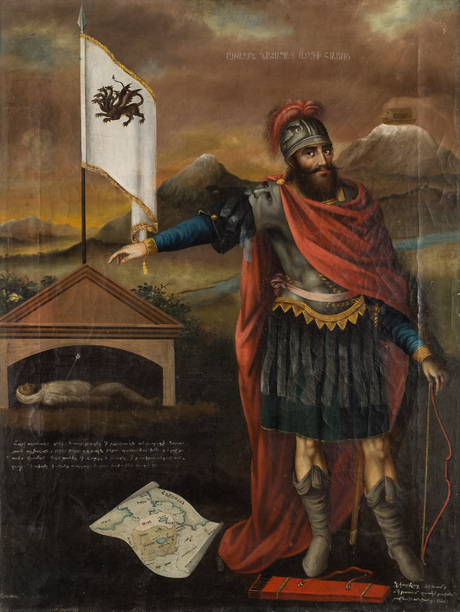
Легендарный предок армянского народа Айк, картина начала XIX века

До конца XIX века канонической версией происхождения армян являлось предание, изложенное раннесредневековым армянским автором Мовсесом Хоренаци в «Истории Армении». Согласно повествованию, легендарный предок армян Хайк был потомком библейского Ноя, что соответствовало христианской традиции.
Мовсес Хоренаци, как и античные историки, не знал о существовании на территории Великой Армении государства Урарту и приписывал остатки урартских построек в районе озера Ван легендарному армянскому царю Ара Прекрасному и ассирийской царице Шамирам (Семирамиде). Хоренаци этимологизировал название Армении от имени одного из потомков Айка:

Таким был Хайк, сын Торгома, сына Тираса, сына Гамера, сына Иафета, предок армян, и таковы — его род и потомки и страна их обитания. С этих пор, говорит он, начали (они) размножаться и заполнять страну.

Харма же, прожив годы, родил Арама.

Рассказывают, что Арам совершил много доблестных подвигов в сражениях и что он раздвинул пределы Армении во все стороны. Все народы называют нашу страну по его имени, например, греки — Армен, персы и сирийцы — Арменикк.

Первые научные попытки изучения армянских древностей до Первой мировой войны также частично опирались на эти представления. Например, один из немецких учёных безуспешно пытался прочитать урартские клинописные надписи из района озера Ван, используя грабар, а ряд публикаций приписывали Айку создание городской цивилизации в районе Вана.

## Аспекты этногенеза армян
И. М. Дьяконов выделяет три компонента этногенеза армян: антропогенез (биологическое происхождение народа), глоттогенез (происхождение языка народа) и культурогенез (происхождение культуры народа). По мнению автора, использование лишь одного из этих компонентов считается методологической ошибкой, особенно очевидной в сложных случаях этногенеза. Таким образом, этногенез армян необходимо изучать комплексно, однако основой для его исследования всё же остаются лингвистические и антропологические данные.

### Лингвистические данные
Армянский язык относится к индоевропейской языковой семье и выделяется в ней в обособленную группу. Большинство учёных считает армянский язык родственным греческому.
Классический армянский язык, или грабар, содержит пласты лексики арамейского, парфянского, греческого и среднеперсидского происхождения, заимствованной между VI в. до н. э. и VI в. н. э. К более ранним пластам относятся заимствования из аккадского, хеттского, лувийского, хурритского и урартского языков.
Армянский язык содержит большой субстратный слой, из которого не все слова уверенно этимологизированы. Дьяконов предполагал, что оставшиеся неэтимологизированные слова субстрата являются неустановленными хуррито-урартскими заимствованиями, однако последние компаративистские исследования с большой степенью вероятности опровергают это предположение, и в настоящее время объём хуррито-урартских заимствований в армянском языке предполагается не таким значительным.
Особенности лувийских, хурритских и некоторых урартских заимствований навели И. М. Дьяконова на мысль о том, что в истории армянского народа, возможно, был длительный период двуязычия, когда протоармянские племена жили в тесном контакте с носителями этих языков, причём особенности этих заимствований свидетельствуют в пользу автохтонности хурритских и лувийского языков на территории (до прихода носителей протоармянского языка), где происходили эти контакты.

### Антропологические данные
Антропологически армяне относятся к арменоидному (переднеазиатскому) типу европеоидной расы. Данный тип сложился в Передней Азии в эпоху неолита не позднее IV тысячелетия до н. э. К этому же типу в основном относится всё нынешнее население Передней Азии и, согласно археологическим данным, относилось население Месопотамии и Анатолии в древности. В. П. Алексеев (1974) включает население Кавказа с арменоидными признаками в переднеазиатскую группу популяций средиземноморской или южноевропейской локальной расы.
Современные армяне не отличаются антропологической однородностью, что связывается со сложными процессами этногенеза. На протяжении I тыс. до н. э. в центральных районах Армении не происходило никакой кардинальной смены населения.

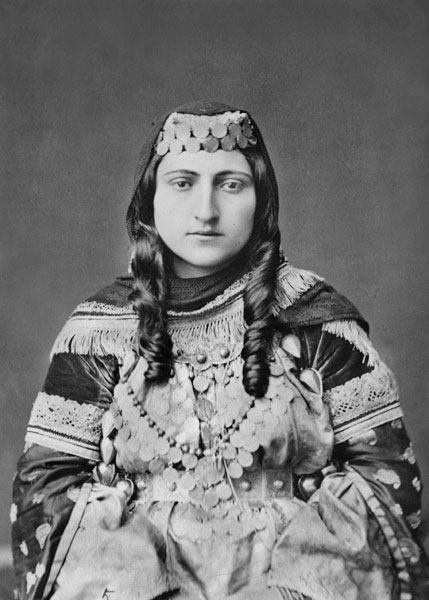
Армянка из Шемахи, 1883 год
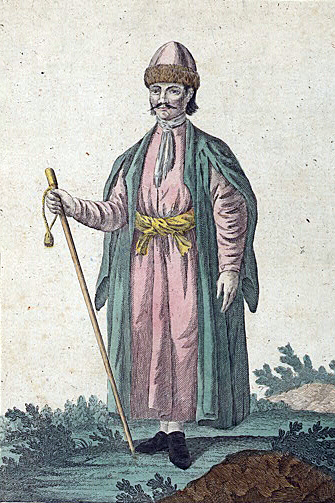
Армянин, рисунок XVIII века
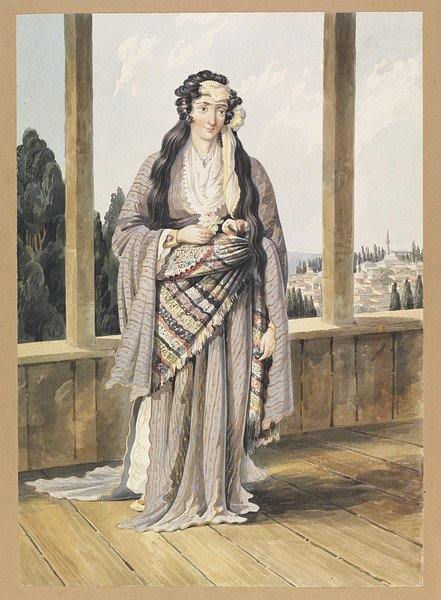
Армянка из Константинополя, рисунок начала XIX века
Армянин из Кессаба (Сирия), Джебель аль-Акра[37]

### Генетические данные
Результаты генетических исследований позволяют предположить, что армяне, как и другие генетически изолированные группы, в большей мере сохранили генетические черты, присущие населению Передней Азии в древности (в то время оно имело больше сходств с населением Европы, чем в наше время). Генофонд армян складывался преимущественно в период между 2000 и 3000 гг. до н. э. в результате ряда смешений евразийских популяций в период крупных миграций населения после одомашнивания лошади, появления колесниц и роста развитых цивилизаций на Ближнем Востоке. Сложение армянского генофонда в целом завершилось до 1200 г. до н. э., когда произошло падение цивилизаций бронзового века в Восточном Средиземноморье, после чего армяне оставались генетически изолированной популяцией.
Генетические исследования, проведённые в 2004 году, показывают, что биологически армяне ближе всего к своим соседям на Кавказе и отличаются от других индоевропейских народов, причём это подтверждается одновременно и анализом митохондриальных ДНК и Y-хромосом. По данным исследования группы генетиков из Института Сенгера, геномного исследовательского центра в Кембриджшире (Англия), армянская генетическая популяция сложилась в 3 тыс. до н. э., в период одомашнивания лошади, появления колесниц и развитых цивилизаций Ближнего Востока. Согласно исследованию, характерный генетический армянский кластер образовался на базе популяций Ближнего Востока, Кавказа и Европы, причем на европейцев эпохи неолита приходится 29 % — больше, чем у других современных народов Ближнего Востока. Генетические признаки смешения армянской популяции прекращаются после 1200 г. до н. э., когда в результате войн прекращают существование цивилизации бронзового века в восточном Средиземноморье (эпоха Троянской войны). По этим же данным, армяне наиболее близки генетически (1) испанцам, итальянцам и румынам в Европе, (2) ливанцам, евреям, друзам и киприотам на Ближнем Востоке, (3) грузинам и абхазам на Кавказе. Анализ полных митохонодриальных геномов 52 древних (охватывающих период 7800 лет) людей, чьи останки были обнаружены на территории Армении и Арцаха, а также 206 современных армян из Араратской области, Арцаха и турецкого Эрзурума, показал, что генетический разброс между современными армянами и древним населением региона минимален.

Данные генетических исследований современных представителей армянского населения республики Армения и представителей армянской диаспоры
Частота и разнообразие Y-хромосомных гаплогрупп армян.
Филогенетические связи Y-хромосомных гаплогрупп армян и их соседей.

По информации армянского проекта FTDNA, среди армян наиболее распространены Y-хромосомные гаплогруппы R1b1a2 (26,5 %), J2a (19,1 %), G2a (9,5 %), J1* (8,3 %), E1b1b1 (6,8 %), J1c3d (5,5 %), T1 (5,5 %).
По данным палеогенетического исследования Лазаридиса с соавторами (2022), в бронзовом веке у популяций Армении (культуры Триалети-Ванадзор и Лчашен-Мецамор) появляется генетический компонент восточноевропейских охотников-собирателей, который отсутствовал у носителей предшествующей куро-араксской культуры. Это свидетельствует о миграции из Черноморско-Каспийской степи в Закавказье  группы населения ямной культуры, создатели которой считаются носителями позднего праиндоевропейского языка. Эта миграция, произошедшая в среднем бронзовом веке, могла принести на Южный Кавказ протоармянский язык. Такой же степной генетический компонент обнаружен у протогреков Микенской цивилизации, что может объяснять ряд общих черт, связывающих армянский язык с греческим. В результате этой миграции степная гаплогруппа R1b-Z2103 занимает около 27 % отцовских гаплогрупп современных армян.

## История изучения вопроса

### Данные античных и средневековых авторов

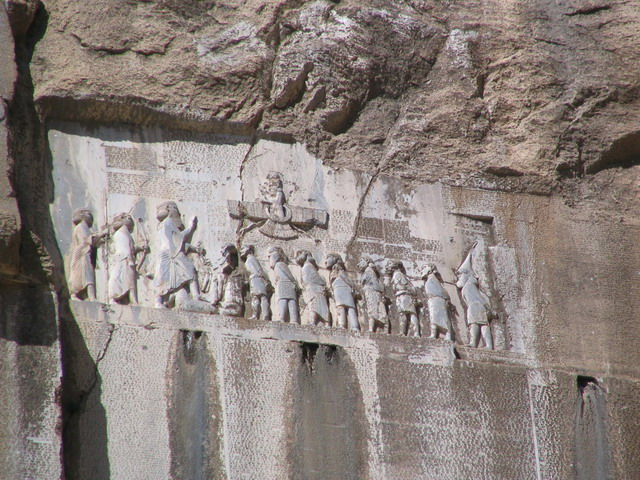
Бехистунская надпись Дария, содержащая упоминание «Армины» (Armina)

Первые упоминания об Армении у других народов встречаются в надписях персидского царя Дария (около 520 года до н. э.). Согласно сторонникам «хайасских» гипотез, на более раннее присутствие армян в регионе указывают термины «HA.A» из шумерских, «hay» из эбалитских и «Арманум» из аккадских источников. В Накшерустамской и Бехистунской надписях, выполненных параллельно на аккадском, древнеперсидском и эламском языках, слова др.-перс. Armina и эламск. Har-mi-nu-ia появляются в тех местах древнеперсидского и эламского текстов, где в аккадском тексте стоит аккад. U-ra-aš-ṭu, то есть Урарту, что означает постепенную замену наименования территории Урарту именем нового государственного образования. Позднее Армения неоднократно упоминается в различных античных источниках. Например, у Геродота (V век до н. э.) встречаются такие упоминания:

Книга I, 180: Город [Вавилон] же состоит из двух частей. Через него протекает река по имени Евфрат, берущая начало в Армении. Эта большая, глубокая и быстрая река впадает в Красное море.
Книга I, 194: ... В Армении, которая лежит выше Ассирии, вавилоняне нарезают ивовые прутья для остова корабля. Снаружи [остов] обтягивают плотными шкурами наподобие [круглого] днища корабля. ... Затем набивают всё судно соломой [для обёртки груза] и, нагрузив, пускают плыть вниз по течению. Перевозят они вниз по реке главным образом глиняные сосуды с финикийским вином. По прибытии в Вавилон купцы распродают свой товар, а затем с публичных торгов сбывают и [плетёный] остов судна, и всю солому. А шкуры потом навьючивают на ослов и возвращаются в Армению. Вверх по реке ведь из-за быстрого течения плыть совершенно невозможно. Поэтому и суда строят не из дерева, а из шкур. Когда же купцы на своих ослах прибывают в Армению, то строят новые суда таким же способом. ...
Книга VII, 73: Вооружение фригийцев было весьма похоже на пафлагонское, с небольшим лишь различием. ... Армении же, будучи переселенцами из Фригийской земли, имели фригийское вооружение. Начальником тех и других был Артохм, женатый на дочери Дария.

Описания Армении встречаются также в работах Ксенофонта (IV век до н. э.) и Страбона (I век н. э.), который первым даёт подробное географическое описание Армянского нагорья.
Первые армянские тексты, известные учёным, относятся к V веку. Главным из них по вопросу происхождения армян является «История Армении» Мовсеса Хоренаци. Мовсес Хоренаци среди первых сведений об Армении приводит список армянских царей, начиная от Паруйрa Скайорди. С лингвистической точки зрения ясно, что эти имена парфянские по происхождению и, следовательно, должны относиться к эпохе контактов между армянами и Парфией не ранее III века до н. э., поэтому этот список не помогает для реконструкции событий более раннего периода. Имя самого Паруйра, сына Скайорди, по предположению Пиотровского, может означать «сын скифа» и свидетельствовать о древних армяно-скифских контактах, однако парфянское происхождение этого имени даёт повод сомневаться в этом, поэтому Дьяконов полагал, что этот вопрос нуждается в дополнительных исследованиях. 

### Изучение армянского этногенеза до 1945 года
До установления в Армении советской власти в 1920 году одной из наиболее популярных идей армянского этногенеза стало армянское арийство. Ряд армянских историков настаивал на том, что армянский народ древнее еврейского и именно у армян евреи переняли свои обычаи и традиции. Эти идеи получили особенное распространение после трагических событий Первой мировой войны — геноцида армян. Армянское нагорье объявлялось колыбелью арийских племён, Урарту — армянским государством. Современный российский историк В. А. Шнирельман так описывает этот период:

Идея армянского арийства стала особенно популярной в годы Первой мировой войны, когда повергнутые в шок армянским геноцидом 1915 года армянские авторы начали доказывать, что прародина арийцев, то есть индоевропейцев, располагалась в Малой Азии и что первая государственность в районе озера Ван была создана армянами. Об Урарту тогда либо не было речи, либо, если оно и упоминалось, его цари назывались «армянскими царями».

После установления в Армении советской власти и вхождения Армении в состав СССР изучение армянского этногенеза в Армении стало напрямую зависеть от политического курса советского руководства. До 1930-х годов в связи с тем, что Советскому Союзу было важно сохранить мирные отношения с Турцией, в публикациях по истории Армении старались не упоминать о том, что до Первой мировой войны армяне вообще жили в Восточной Турции, и смещали историческую родину армян с центральной части Армянского нагорья в пределы Армянской ССР. До конца 1930-х годов каких-либо серьёзных исследований по вопросу армянского этногенеза в Армении не проводилось. В конце 1930-х годов в армянской историографии появляется принятая на Западе миграционная гипотеза, основным сторонником распространения которой стал академик Я. А. Манандян. К сороковым годам миграционная гипотеза стала официальной и проникла в школьные и вузовские учебники.

### Изучение армянского этногенеза в 1945—1980 годах
Идеология изучения древней истории армян после Второй мировой войны резко изменилась. Во время Второй мировой войны одним из приёмов нацистской пропаганды было распространение листовок о том, что армяне на самом деле являются чуждым Кавказу «индогерманским» народом, и миграционная гипотеза стала у советских идеологов ассоциироваться с этой пропагандой. Таким образом, возникла срочная необходимость пересмотреть теорию армянского этногенеза.

### Появление «хайасской» гипотезы
В первой половине XX века европейскими исследователями было высказано предположение, что в названии страны «Хайаса», упоминавшейся в хеттских клинописных текстах, основным является корень «hайа» (hayа), что соответствует самоназванию армян — «hай» (hay), тогда как часть «(а)са» ((а)sa) является хеттским суффиксом, означающим «страна». Это предположение одним из первых ввёл в оборот Э. Форрер. Позднее оно было развито немецким исследователем Паулем Кречмером. В опубликованной в 1933 году работе Кречмера «Национальное имя армян Хайк» (нем. «Der nationale Name der Armenier Haik») он приходит к выводу, что употреблённое в Богазкёйских надписях имя Хайаса означает «Армения». В качестве примеров были представлены такие малоазиатские слова, как «Turhunt» и «Datta», которые с добавлением суффикса «(a)са» ((a)sa) приобрели значение топонимов стран «Turhuntasa» и «Dattasa».
«Хайасская» гипотеза была воспринята армянской историографией конца 1940-х — начала 1950-х годов: прародиной армян стала считаться Хайаса, которая, судя по клинописным надписям, была расположена к востоку от Хеттского царства, то есть в западной части Армянского нагорья. В 1947 году Григор Капанцян опубликовал работу «Хайаса — колыбель армян», которая помещала прародину армян в Хайасу. Основными посылами для такого утверждения служила т. н. «двуприродность» армянского языка, который, по предположению Капанцяна, был и индоевропейским, и «малоазийским» одновременно, а также созвучие слов «Хайк» и «Хайаса», на которое ранее также обращали внимание другие исследователи. В начале пятидесятых годов другие армянские учёные, включая бывшего сторонника миграционной гипотезы академика Якова Манандяна, академика Бабкена Аракеляна и профессора С. Т. Еремяна, издали работы, связывающие армянский этногенез с Хайасой и отвергающие миграционную гипотезу как «буржуазную». С. Т. Еремян стал активным популяризатором «хайасских» гипотез, его изложение этногенеза армян стало регулярно публиковаться в различных советских справочниках и энциклопедиях.
В 1960-е гг. «хайасские» гипотезы подверглись критике, в особенности со стороны известного востоковеда И. М. Дьяконова, который в 1968 году издал книгу «Происхождение армянского народа», где обосновывал миграционно-смешанную гипотезу армянского этногенеза. Под воздействием критики обоснование отождествления прародины армян с Хайасой в Армении несколько раз менялось, хотя вывод оставался неизменным: «Хайаса» — прародина армян. При этом «двуприродность» армянского языка (основной посыл Г. Капанцяна), как и двуприродность любого языка вообще, была категорически отвергнута лингвистикой, после чего возникла другая модификация гипотезы: хайасский язык стали называть сначала индоевропейским, а затем — протоармянским. Так, Геворк Джаукян по этому поводу писал: «Основным языком Хайасы был армянский, и… армянский элемент имел главенствующую роль в хайасском государстве».
После поставленного вопроса, почему Хайаса не упоминается в урартских и ассирийских клинописных текстах, Хайасу было предложено отождествлять с местом расселения племён Наири. И эта версия, в свою очередь, также подверглась критике Дьяконова. С. Т. Еремян пытался примирить точку зрения Дьяконова с «хайасскими» гипотезами, однако Дьяконов категорически возражал, ссылаясь на ненаучность такого подхода.

### Модификация миграционной гипотезы
В 1968 году российский востоковед И. М. Дьяконов опубликовал самое подробное на тот момент исследование этногенеза армян. Дьяконов подходил к проблеме в первую очередь с позиций сравнительной лингвистики, сопоставляя полученные результаты с историческими данными. Он установил, что армянский язык не мог произойти от фригийского, а оба эти языка, ранее отделившись от общего предка, развивались независимо. К концу семидесятых годов тот факт, что армянский язык является индоевропейским, не вызывал сомнений, высказывались также предположения о его родстве с фригийским, однако антропологические данные указывали на отличия армян от других индоевропейцев. Дьяконов предположил, что индоевропейские племена протоармян продвинулись на Армянское нагорье с запада, однако, с одной стороны, они не были фригийцами, а с другой стороны, на Армянском нагорье после распада Урарту эти племена составляли явное меньшинство населения и этнически растворились в смеси хурритов, урартов и других автохтонных для Армянского нагорья племён, в силу каких-то причин сохранив основу своего языка, лишь заимствовав большой пласт местной хуррито-урартской лексики. Подобные метаморфозы к тому времени уже были неоднократно отмечены в лингвистике. В качестве вероятного кандидата на роль таких племён Дьяконов назвал племена мушков.
Теория Дьяконова объединяла известные лингвистические и антропологические данные, сочеталась с первоначальной миграционной теорией, однако в то же время делала армян в основном биологическими потомками населения Армянского нагорья как минимум I тысячелетия до н. э., в определённом смысле удовлетворяя политической необходимости утверждать автохтонность армян на Армянском нагорье с I тысячелетия до н. э. Несмотря на это, гипотеза Дьяконова встретила жёсткое сопротивление в Армении, где по сегодняшний день большинство историков настаивает на различных «хайасских» гипотезах в качестве версии этногенеза армянского народа.

### Изучение вопроса этногенеза армян после 1980 года
Тенденция всё более расширять предполагаемую территорию Хайасы, на тысячелетия удревнять армянский этногенез и изображать армян безусловными и чуть ли не единственными автохтонами на Армянском нагорье, искони говорившими на армянском языке, с середины 1980-х годов усилилась, чему, в частности, способствовали ослабление цензуры в СССР в перестроечное время и подъём армянского национального движения. Кроме этого, в этот период в СССР на основании работ нескольких советских лингвистов появилась гипотеза Иванова — Гамкрелидзе о прародине индоевропейских языков в восточной Анатолии, которую также стали называть «армянской гипотезой», так как эта возможная прародина, по предположению авторов, находилась на Армянском нагорье. Эта гипотеза быстро стала новым и наименее шатким (по сравнению с ранее предлагавшимися) основанием, на которое можно было бы перенести «хайасские» гипотезы, так как теперь она вроде бы подтверждалась мнением авторитетных неармянских лингвистов. Можно поэтому считать закономерным то, что новые модификации хайасских гипотез стали опираться уже на гипотезу Иванова — Гамкрелидзе, и именно эти модификации преобладают в настоящее время.
Несмотря на то, что гипотеза Иванова — Гамкрелидзе представляла собой непроверенную теорию, которая сразу же столкнулась с критикой других лингвистов, в Армении ею стали пользоваться как доказанным фактом. Почти все дальнейшие публикации «хайасских» гипотез разных авторов опирались на гипотезу Иванова — Гамкрелидзе. Тенденция переноса дискуссии из научных журналов в популярную печать продолжилась и усугубилась. Наиболее агрессивным противником Дьяконова стал профессор Р. А. Ишханян, который на страницах армянской популярной прессы называл Дьяконова «дилетантом», продвигая собственную «экстремальную» хайасскую гипотезу, по структуре очень схожую с ранее опубликованной версией С. М. Айвазяна. Тем не менее, если ранее труды Айвазяна подверглись жестокой критике, мнения Ишханяна уже публиковались Ереванским государственным университетом.
В конце восьмидесятых годов в Армении в силу сложившейся политической обстановки действовали сразу три фактора, которые определённым образом воздействовали на изначально сугубо научную дискуссию, переводя её в ненаучную сферу. Во-первых, обострился Карабахский вопрос, и Армения обосновывала поддержку независимости Карабаха автохтонностью армян на территории Армянского нагорья. В этом смысле Р. А. Ишханян выглядел «армянским патриотом», а И. М. Дьяконов — «врагом армянского народа» вне зависимости от сути научных аргументов. Во-вторых, доступным языком написанные публикации в популярной печати, настаивающие на исключительной древности армянского народа и направленные против официальных изданий Академии наук Армянской ССР, в народе воспринимались как положительные свидетельства перестройки и гласности и быстро завоёвывали множество сторонников. В-третьих, отчасти имела место карьерная борьба между признанными учёными и исследователями более низкого статуса, которые выставляли академиков антиперестроечными и антиармянскими реакционерами.
Между тем большинство лингвистов, включая того же Дьяконова, не приняли гипотезу Иванова — Гамкрелидзе в её изначальной формулировке. В 2010 году была опубликована статья Гамкрелидзе с предложениями коррекции этой теории.. В 2016 году Аллан Бомхард опубликовал статью с намерением возобновить дискуссию по данной теории.
Наиболее распространённой, хотя не общепринятой, в сегодняшней индоевропеистике версией происхождения индоевропейских языков является курганная гипотеза, где образование праиндоевропейского языка связывается с носителями ямной культуры, обитавшими в бассейнах Дона и Северского Донца.
Согласно Н. Гарсоян, ранее I тысячелетия до н. э. археологических следов армянской городской культуры или каких-либо фундаментальных сооружений ни в восточной Турции (где ещё не все районы хорошо обследованы), ни на территории Армении, где поиски велись очень тщательно, не обнаружено.

### Пеонийская гипотеза
В. Томашек и В. Георгиев связывали происхождение самоназвания армян hay с названиями балканских племён Пеонии — др.-греч. Παίονες, Παιόπλαι, Παι̃τοι. В начале 1990-х годов на основании этой этимологии Л. А. Гиндин предложил альтернативный вариант миграционной гипотезы, в котором роль носителей протоармянского языка играют пеонийцы. Такой же точки зрения придерживался О. Н. Трубачёв. В. Л. Цымбурский считает эту гипотезу труднодоказуемой в силу скудости данных о пеонийском языке, считая единственным убедительным аргументом параллелизм между древним названием пеонийской реки Црна (Ἐριγών «тёмная») и арм. erek «вечер».
Гипотеза оперирует несколькими сохранившимися словами пеонийского языка, каждое из которых имеет якобы продолжение в протоармянском, что доказывается лингвистически, на основании фонетических законов развития протоармянского языка и прочих индоевропейских языков. Кроме того, положение Дьяконова о том, что самоназвание Армении грабар Հայք (hay-kʿ) происходит от урартского названия Мелитены: урарт. Ḫāti в пеонийской теории отвергается в связи с тем, что истоком этнонима данной теорией считается само племенное название предполагаемых протоармян-пеонийцев Παίονες, Παιόπλαι, Παι̃τοι с основой самоназвания армян hayk’ по типу др.-греч. πατήρ : арм. hayr «отец».

## Основные теории происхождения армянского народа

### Гипотеза Хатти
По мере дальнейшего научного изучения древностей Армянского нагорья выяснилось, что сооружения в районе Вана подписаны урартским царём Менуа на неиндоевропейском урартском языке, близком к хурритскому, появился большой массив археологических данных, прояснилась история близлежащих государств: Урарту, Хеттской империи и Митанни. Стало ясно, что появление армян — индоевропейцев по языку — на территории Урарту вместо неиндоевропейских урартийцев должно быть каким-то образом объяснено, и в качестве основной версии была принята гипотеза о переселении части фригийцев на восток, на Армянское нагорье, сразу после распада Урарту на рубеже VII—VI веков до н. э. В качестве аргумента за эту гипотезу приводились сообщение Геродота о том, что армяне являлись выходцами из Фригийской земли, и сообщение Евдокса Родосского о том, что фригийцы и армяне говорят на одном языке.
Миграционная гипотеза была воспринята в армянской диаспоре Политическое преимущество миграционной гипотезы в этот период заключалось в том, что она явно выделяла армян из остальных народов Кавказа обособленным индоевропейским происхождением.
Миграционная гипотеза закрепилась в мировой исторической науке, претерпев во второй половине XX века ряд уточняющих модификаций и трансформировавшись в миграционно-смешанную.
Данная теория является наиболее распространённой на сегодняшний день.
В конце II тысячелетия до н. э. группа индоевропейских племён продвинулась с территории Балкан на территорию Анатолии. В авангарде индоевропейских племён находились каски, мушки и урумейцы, следом шли фрако-фригийцы, образовавшие к IX веку до н. э. на этой территории сильное государство Фригию. Из племён авангарда, с точки зрения И. М. Дьяконова, впервые высказавшего данное предположение, именно мушки (аккад. Muš-k-ῑ) были носителями протоармянского языка. Такими племенами, с меньшей вероятностью, могли быть и урумейцы, однако про них почти ничего не известно, но, вероятно, никак не каски, так как их связывают с носителями языков абхазо-адыгской группы. Появившиеся в регионе индоевропейцы были не единственным и даже не главным компонентом в образовании армянского народа. Протоармянские племена осели, согласно ассирийским источникам, в долине верхнего Евфрата на месте современной турецкой провинции Малатья и частично провинции Элязыг в юго-восточной части Армянского нагорья, где уже проживали хурриты и лувийцы (которые так же, как и протоармяне, были индоевропейским народом, но говорящим на языке другой — анатолийской группы), и совместно прожили в течение нескольких столетий. В этот период протоармянский язык воспринял многие хурритские, урартские и лувийские заимствования. Место совместного проживания протоармян с другими народами фигурировало у урартов под названием урарт. Ḫāti, а впоследствии эта местность стала известна как Мелитена.
И Ассирия, и Урарту совершали военные походы против страны урарт. Ḫāti. Сохранились анналы Ашшурнацирапала II (884—859 гг до н. э.), который собирал с мушков дань сельскохозяйственными и ремесленными продуктами, а также о походе против этой страны урартского царя Аргишти I, который привёл из неё 6600 пленных для основания города Эребуни.
| Перевод отрывка: Величием бога Халди выступил я в поход на страну Хати ... ... ... По велению бога Халди Аргишти, сын Менуа, говорит: город Ирпуни я построил для могущества страны Биаинили и для усмирения вражеской страны. Земля была пустынной; ничего не было там построено. Могучие дела я там совершил. 6 тысяч 600 воинов стран Хате и Цупани я там поселил. |

По распространённой версии, деятельность урартских царей по захвату и расселению пленных протоармян по Армянскому нагорью способствовала тому, что после падения Урарту армяне добились господствующего положения на Армянском нагорье, где впоследствии возникла Великая Армения. Предположение о такой роли урартских царей высказывал ещё Дьяконов, а новые археологические данные из раскопок урартских крепостей в восточной Турции и северо-западном Иране позволили высказать обоснованное предположение, что основную массу протоармян в качестве захваченных пленных расселил по Армянскому нагорью урартский царь Руса II, который с их помощью возвёл в Урарту большое количество величественных сооружений.
Вместе с тем известно, что протоармяноязычное население Армянского нагорья было в меньшинстве по сравнению с хурритами, урартами и другими народностями, входившими в Урарту, включая семитов и лувийцев. На основании ассирийских и урартских источников учёные полагают, что число переселившихся мушков не превышало 100 тысяч человек, в то время как население Урарту достигало трёх миллионов человек. Существуют три предположительных фактора, почему именно армянский язык стал lingua franca, а затем и койнэ для Армянского нагорья после распада Урарту, несмотря на то, что его носители находились в меньшинстве. Возможно также, что эти факторы дополняли друг друга.
- Урартские цари или другие факторы способствовали распространению протоармян из страны урарт. Ḫāti по большой территории, где до распада Урарту языком lingua franca, языком межнационального общения, являлся урартский язык. После того как мидийцы уничтожили центры урартской культуры, образовавшийся вакуум заполнил именно армянский язык, в связи с тем что носители этого языка уже в течение какого-то времени проживали на разных территориях, и, таким образом, знание именно армянского языка обеспечивало возможность коммуникаций между разными провинциями[10][134].
- Возможно, что жители страны урарт. Ḫāti выступили союзниками завоевателей Урарту (в разных комбинациях вместе со скифами, киммерийцами или мидийцами) при их завоеваниях Армянского нагорья, что, в конце концов, привело к тому, что наместниками мидийцев, а позже Ахеменидов стали представители именно мушкских племён, что, в свою очередь, способствовало возвышению именно армянского языка в качестве официального[1][135].
- Многие мушки занимались отгонным, иногда кочевым скотоводством и более активно, чем их соседи, передвигались по региону. Эти передвижения в совокупности с возможным участием в торговле способствовали распространению именно протоармянского языка[20].

Во время владычества Ахеменидов, согласно античным источникам, Армянское нагорье было поделено на две сатрапии — 13-ю, Западную, где проживали собственно «армении» со столицей в Мелитене, и 18-ю, Восточную, населённую преимущественно «матиенами» (хурритами) и «алародиями» (урартами). На базе этнического растворения и смешения относительно малочисленных индоевропейцев, носителей протоармянского языка, в массиве хурритов, урартов и семитов, а также смешения с автохтонным индоевропейским народом — лувийцами но с сохранением армянского языка, и сформировался современный армянский народ. Начало этногенеза современных армян можно отнести к концу II тысячелетия до н. э., когда осевшие мушки начали тесно непосредственно контактировать с лувийцами и хурритами, а завершение — к VI в. до н. э., когда процесс слияния этих народностей в армянский народ завершился.

### Гипотеза Хайасы
Существует несколько «хайасских» гипотез, общим местом которых является утверждение, что область хетт. Ḫajasa, упоминаемая в хеттских надписях, была армянским государством, населённым (с некоторыми вариациями у отдельных исследователей) этническими армянами или «протоармянами», говорящими на армянском или «протоармянском» языке.

#### Осторожные хайасские гипотезы
«Осторожные хайасские гипотезы» помещают Хайасу туда же, куда её помещают исследователи Хеттского царства, на северо-запад Армянского нагорья в долину реки Чорох, говорят о протоармянском её населении и последующем распространении оттуда армян на Армянское нагорье, при этом армяне изображаются как миролюбивый «народ, продемонстрировавший уникальные способности ассимилировать другие народы».
Осторожные хайасские гипотезы возможно максимально приблизить к общепринятой миграционно-смешанной гипотезе, если считать Хайасу, а не Македонию источником первоначальной миграции протоармянских племён на Армянское нагорье. (При этом предполагается, что в Хайасу протоармянские племена проникли в начале — середине II тысячелетия до н. э.) В таком виде осторожные хайасские гипотезы иногда излагаются и за пределами Армении в научно-популярной литературе со ссылками на армянские исследования. Например, английский исследователь Дэвид Лэнг, написавший в 1970 году широко распространившуюся научно-популярную книгу «Armenia: cradle of civilization», пишет о Хайасе как о вероятном месте проживания протоармян, которые появились там ранее в результате «индоевропейских вторжений». Другой исследователь, Шахин, пишет о Хайасе, «населённой фригийцами», откуда те позже мигрировали на Армянское нагорье.

#### Экстремальные хайасские гипотезы

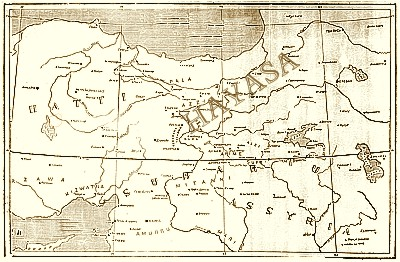
Локализация Хайасы

«Экстремальные хайасские гипотезы» покрывают Хайасой либо всю западную половину Армянского нагорья, либо всё Армянское нагорье целиком. При таком подходе государство Урарту обычно полностью или частично арменизируется и уже считается «армянским» государством. Как минимум урартская область Шуприя также включается в армянские государственные образования под названием «Армэ-Шуприя». Обычно в экстремальных гипотезах процесс этногенеза армян отодвигается к III—IV тысячелетиям до н. э., а армянский язык автоматически становится самым древним языком в мире из живых языков. Армянский народ также выступает в качестве самого древнего в мире народа, который был единственным автохтонным народом на Армянском нагорье, откуда ещё в III—IV тысячелетиях до н. э. поддерживал прямые контакты с Шумером, Аккадом и Древним Египтом.
Некоторые армянские учёные, и прежде всего Армен Айвазян в своей работе «Освещение истории Армении в Американской историографии (Критический обзор)», подвергают резкой критике целый ряд известных западных арменологов и кавказоведов, в том числе и армянского происхождения, среди прочих профессоров Рональда Григора Сюни, Роберта Томпсона, Джеймса Рассела, Ричарда Оганесяна и многих других, обвиняя их в политически мотивированном и преднамеренном обесценивании истории Армении, в целях этно-культурной и духовной деморализации и ассимиляции армян. Однако, как отмечает сочувствующая Айвазяну пресса, в Армении его взгляды разделяет «малое исключение» историков. В декабре 2003 года в Ереванском государственном университете докторская диссертация Айвазяна по истории была провалена.

#### Критика «хайасских» гипотез

##### Критика осторожных гипотез
Осторожные гипотезы обычно отличаются от общепринятой миграционно-смешанной гипотезы по одному или нескольким из этих оснований:
1. Автохтонность индоевропейцев-протоармян на Армянском нагорье в противовес их миграциям с запада.
2. Смещение первых мест проживания протоармян на Армянском нагорье из района Мелитены на север в бассейн реки Чорох, то есть именно в район Хайасы.
3. Удревление армянского этногенеза — подразумевается, что уже во времена Хеттского царства армяне (или протоармяне) уже сложились как народ и, более того, имели собственное государство.

Критика первого положения, по существу, совпадает с критикой теории Иванова — Гамкрелидзе, которая не получила признания среди лингвистов, и её выводы опровергаются современными генетическими исследованиями. Соотнесение хайасских гипотез с этой теорией произошло в то время, когда теория только была опубликована и изучалась; в настоящее время известно, что большинство лингвистов её отвергают. В целом отмечая полезность некоторых предложенных этими учёными реконструкций праиндоевропейских корней в рамках развития глоттальной теории, учёные разных стран подвергли критике локализацию индоевропейской прародины на Армянском нагорье. В качестве наиболее слабых мест теории указывается на некорректные сопоставления праиндоевропейских корней с семитскими, которые являются ключевым основанием для такой локализации, на явную отдалённость армянского языка от реконструированного праиндоевропейского, несмотря на то, что армяне, согласно теории, были единственными немигрирующими индоевропейцами и должны были лучше всех сохранить праиндоевропейский язык, и на полное несоответствие предложенной схемы миграций индоевропейцев имеющимся археологическим данным. Книга, излагающая теорию, после перевода на английский язык получила серию критических рецензий от других индоевропеистов, указывающих на отсутствие фонологической точности и неубедительность выводов, наличие внутренних противоречий и слабую аргументацию.
Критика второго положения ставит под сомнение идентификацию Хайасы с армянами или протоармянами. Указывается, что, с одной стороны, трансформация хетт. Ḫajasa в грабар Հայք (hay-kʿ) лингвистически невероятна: хетт. Ḫa- должно было бы перейти в грабар Խա-. С другой стороны, рассуждения о хайасском языке и какие-либо выводы из этих рассуждений специалисты считают безосновательными по той причине, что от хайасского языка сохранились лишь около 40 слов, все имена собственные (божества, топонимы и персоналии) и все в хеттской передаче с фонетическими ограничениями хеттской иероглифики. С учётом того, что имена божеств, персоналий и топонимы часто бывают субстратными, серьёзно рассуждать о принадлежности хайасского языка к какой-либо группе языков, пытаться отождествить его с армянским, протоармянским или индоевропейским невозможно. Кроме этого, из хеттских же источников можно заключить, что к XIII веку до н. э. Хайаса распалась как государственное образование, а её территорию заселили хурриты, возможно, её территория позже вошла в хурритскую область Дайаэни. О недостаточности данных для каких-либо умозаключений о Хайасе в качестве армянской прародины указывают в своих работах и Иванов, и Гамкрелидзе.
Критика третьего положения включает в себя констатацию нетипичности ситуации, когда бы народ создал государственность сразу после своего образования, не имеющей параллелей в истории, а также полное или частичное исключение из схемы армянского этногенеза хурритов и урартов. Дело в том, что антропологически и генетически армяне ближе не к палеоевропеоидной расе и другим индоевропейцам, а к переднеазиатской расе, и формирование армянского народа на основе исключительно индоевропейцев из Хайасы невозможно. Поэтому удревление армянского этногенеза в доурартское время порождает методологические нестыковки, и аспект преемственности Урарту и армян в армянской историографии до сих пор не до конца проработан. В «осторожных хайасских гипотезах» выдвигаются одновременно два взаимоисключающих тезиса о наличии преемственности между Урарту и Арменией с явным вовлечением урартского этнического массива в армянский этногенез или, наоборот, предполагается, что Урарту было завоёвано и разрушено племенами армян-победителей. Первый тезис не поясняет, как уже образованный в Хайасе армянский народ мог впоследствии включить в себя урартский этнический массив, второй не объясняет антропологические свидетельства наличия такого массива.
Научно-популярные книги, изданные за пределами Армении, которые указывают Хайасу в качестве армянской прародины, подверглись критике в академических журналах. Одна из рецензий на книгу «The Kingdom of Armenia» отмечает, что книга имеет вводящее в заблуждение название, так как посвящена в основном Урарту, что книга написана непрофессиональным историком и содержит ряд ошибок. Другая выражает сомнение в том, что книга не является «националистической работой», сетует, что книга не написана историком-востоковедом, однако отмечает, что раздел, посвящённый конкретно истории Урарту, в целом адекватен. Научно-популярная книга Дэвида Лэнга «Armenia: cradle of civilization» в академической рецензии была названа «халтурой» и «сбивающей с толку попыткой изложить армянскую историю». Кроме этого, в вышедшем в те же годы научном издании, в написании которого принимал участие Дэвид Лэнг, теория Хайасы лишь упомянута как недоказанная.

##### Критика экстремальных гипотез
Критика экстремальных хайасских гипотез закономерно подвергает сомнению их выводы. Беспрецедентная древность как армянского народа, так и армянского языка, вытекающая из этих гипотез, не знает параллелей в истории и противоречит основным положениям лингвистики об эволюциях языков вообще. Арменизация Урарту, проводимая в рамках этих гипотез, вызывает однозначную критику урартологов, которые, в частности, отрицают возможность того, что урартские клинописи были написаны на армянском языке, и указывают на культурный разрыв между распадом Урарту и последующим периодом расселения армян по Армянскому нагорью, не исключая, разумеется, отдельных культурных заимствований. Попытки вольного передвижения Хайасы по восточной Турции игнорируют хеттские источники. Претензии сторонников хайасских гипотез на урартскую область Шуприю, а также попытки отождествить Шуприю с Арме также были отдельно рассмотрены и опровергнуты.
Проблемой многих «экстремальных» гипотез армянского этногенеза является ошибочная подмена всего этногенеза лишь одним из его компонентов, например, глоттогенезом или антропогенезом. В первом случае для искусственного смещения в прошлое армянского этногенеза в «экстремальных гипотезах» используются рассуждения о древности выделения протоармянского языка из индоевропейской языковой семьи или о дате её распада (например, согласно армянской гипотезе — IV тысячелетие до н. э.), во втором случае используются рассуждения о зарождении арменоидной расы на основе куро-аракской археологической культуры или урарты и хурриты начинают считаться «протоармянами». Подобные подходы являются методологически ошибочными и закономерно приводят к неверным результатам, что известно современной науке ещё с конца XIX века.
Историки, занимающиеся историей армянской историографии второй половины XX века, полагают, что появление хайасских гипотез, особенно в их экстремальной форме, и их распространение было политически мотивировано, и относят их к армянской националистической мифологии. Так, И. М. Дьяконов назвал работу В. Хачатряна «Апокрифом XX века», а В. A. Шнирельман вслед за американским историком армянского происхождения Рональдом Сюни называет произошедшую арменизацию Хайасы и арменизацию Урарту национальным примордиалистским мифом.

##### «Хайасская» гипотеза в популярной литературе
В 1950-е — 1960-е гг. в Армении проявилась тенденция вынесения сугубо научной дискуссии из узкопрофильных научных журналов в популярную литературу. С этого же периода теории о предках армян, связанных с Хайасой, стали освещаться как основные во всех школьных и университетских учебниках. Стали появляться совершенно непрофессиональные работы по древней истории Армении, содержавшие не только грубые ошибки, но и явные фальсификации. Автором первой волны таких работ был геолог С. М. Айвазян, который, в частности, опубликовал свои «переводы» корпуса урартских надписей, а также свои переводы надписей, якобы сделанных на «хайасском языке», которые якобы были обнаружены на Мецаморе. По заключению арабистов Института истории АН АрмССР, однако, выяснилось, что надписи на «хайасском языке» были поздним куфическим арабским письмом, которое Айвазян «читал» в другую сторону, а прорисовки монет с «хайасской иероглификой», по заключению отдела нумизматики Исторического музея Армении, совершенно неправильно были представлены им как денежные единицы XIX в. до н. э., являясь на самом деле монетами (со стёртыми надписями) XII—XIII вв. нашей эры. Обнаруженные ошибки и явно подложные прорисовки, тем не менее, уже не могли остановить волну ажиотажа, которую Айвазян поднял, опубликовав свои «выводы» в популярной печати. Более того, идеи С. М. Айвазяна вдохновили некоторых армянских профессиональных историков, например, В. Хачатряна, на значительное расширение предполагаемой территории Хайасы и дальнейшее «удревление» истоков армянского этногенеза

### ГипотезаЭтиуни
По данным палеогенетических исследований, в бронзовом веке у популяций Армении появляется генетический компонент восточноевропейских охотников-собирателей, который отсутствовал у носителей предшествующей куро-араксской культуры. Это свидетельствует о миграции населения ямной и катакомбной культур из степей Северного Причерноморья в Закавказье в среднем бронзовом веке (3-е тысячелетие до н. э.). По данным археологии, степные миграции привели к появлению в Закавказье курганного обряда захоронения, колёсных повозок и скотоводческого образа жизни. Среди причин миграций могла быть засуха 4200 лет назад, сделавшая Черноморско-Каспийскую степь непригодной для скотоводства. В результате сложилась марткопи-беденская (раннекурганная) археологическая культура (вторая половина 3-го тысячелетия до н. э.), которую сменила триалети-ванадзорская (XX—XV века до н. э.), а её — лчашен-мецаморская культура (XV—VIII века до н. э.), которая отождествляется с племенной конфедерацией Этиуни — северным соседом Урарту. Переход части местного населения Закавказья с хуррито-урартских языков на поздне-индоевропейский язык этой степной группы мог в итоге привести к возникновению протоармянского языка. Такой же степной генетический компонент обнаружен у протогреков Микенской цивилизации, что может объяснять ряд общих черт, связывающих армянский язык с греческим.

### Комментарии
1. ↑  Далее — и.-е.